# Магнитная постоянная
Магнитная постоянная ({\displaystyle \mu _{0}}) — физическая константа, скалярная величина, входящая в выражения некоторых законов электромагнетизма в виде коэффициента пропорциональности при записи их в форме, соответствующей Международной системе единиц (СИ).
Иногда называют магнитной проницаемостью вакуума. Вакуум как эталонная среда проницаемости, дающая магнитную постоянную, выбран по аналогии последней с электрической постоянной. Остальные среды обладают либо значительно большей магнитной проницаемостью (ферромагнетики), либо чуть большей (парамагнетики), либо чуть меньшей (диамагнетики), либо, при переходе в сверхпроводящее состояние — способны быть полностью непроницаемыми для магнитного поля. Измеряется в генри на метр (или в ньютонах на ампер в квадрате).
В материальных уравнениях, в вакууме, через магнитную проницаемость связаны вектор напряжённости магнитного поля H и вектор магнитной индукции B:
{\displaystyle \mathbf {B} =\mu _{0}\ \mathbf {H} .}
Через магнитную постоянную осуществляется связь между относительной и абсолютной магнитной проницаемостью.

## Численное значение

### ВМеждународной системе единиц

#### До изменения СИ 2018—2019 годов
Численное значение магнитной постоянной вытекает из определения ампера, единицы силы электрического тока, являющегося одной из основных единиц СИ. Согласно определению, принятому IX Генеральной конференцией по мерам и весам (ГКМВ) в 1948 году и действовавшему до 2019 года, «Ампер есть сила неизменяющегося тока, который при прохождении по двум параллельным прямолинейным проводникам бесконечной длины и ничтожно малой площади кругового поперечного сечения, расположенным в вакууме на расстоянии 1 метр один от другого, вызвал бы на каждом участке проводника длиной 1 метр силу взаимодействия, равную 2⋅10−7 ньютона».
С другой стороны, сила взаимодействия двух расположенных на расстоянии {\displaystyle r} друг от друга бесконечных параллельных проводников, по которым текут токи {\displaystyle I_{1}} и {\displaystyle I_{2}}, приходящаяся на единицу длины, выражается соотношением:
{\displaystyle {\frac {F}{l}}={\frac {\mu _{0}}{4\pi }}{\frac {2I_{1}I_{2}}{r}}.}
С учётом определения ампера из этого соотношения следует точное равенство:
μ0 = 4π · 10−7 Гн/м.
Соответственно выполняется:
μ0 ≈ 1,2566370614 · 10−6 Н/А2.

#### После изменений СИ 2018—2019 годов
С 2019 года вступили в силу изменения в СИ, включающие, в частности, переопределение ампера на основе фиксации численного значения элементарного заряда. Это привело к тому, что значение магнитной постоянной стало экспериментально определяемой величиной, хотя численно её значение осталось прежним с высокой точностью. Значение, рекомендованное CODATA:
μ0 = 1,25663706127(20) · 10−6 Н·А−2, или Гн·м−1.
Соответственно внесённым изменениям, приведённое выше точное равенство утратило свой статус, и теперь в наборе значений CODATA указано, что
μ0 / (4π · 10−7) = 0,99999999987(16)  Н/А2.

### В системе СГС
В системе СГС магнитная постоянная как коэффициент, связывающий напряжённость и индукцию магнитного поля в вакууме, также может быть введена. При этом в различных вариантах системы СГС магнитная постоянная имеет разную размерность и значение. В частности, Гауссова система единиц и система СГСМ построены так, что магнитная постоянная равна 1, а в системе СГСЭ она равна {\displaystyle 1/c^{2}}.